# متوسط الأخطاء المطلقة
متوسط الأخطاء المطلقة أو متوسط الخطأ المطلق في الإحصاء هو مقياس للأخطاء بين الملاحظات المزدوجة التي تعبر عن نفس الظاهرة. تتضمن أمثلة Y مقابل X مقارنات بين الوقت المتوقع مقابل المرصود، والوقت اللاحق مقابل الوقت الأولي، وتقنية قياس واحدة مقابل تقنية قياس بديلة. يُحسب بحساب مجموع الأخطاء المطلقة مقسومًا على حجم العينة:{\displaystyle \mathrm {MAE} ={\frac {\sum _{i=1}^{n}\left|y_{i}-x_{i}\right|}{n}}={\frac {\sum _{i=1}^{n}\left|e_{i}\right|}{n}}.}

## طالع أيضًا
- متوسط مربعات الأخطاء